# Districtul Szombathely
Szombathely (în maghiară Szombathelyi járás) este un district în județul Vas, Ungaria.
Districtul are o suprafață de 646,36 km2 și o populație de 110.504 locuitori (2013).